# Pjotr Semjonowitsch Wannowski

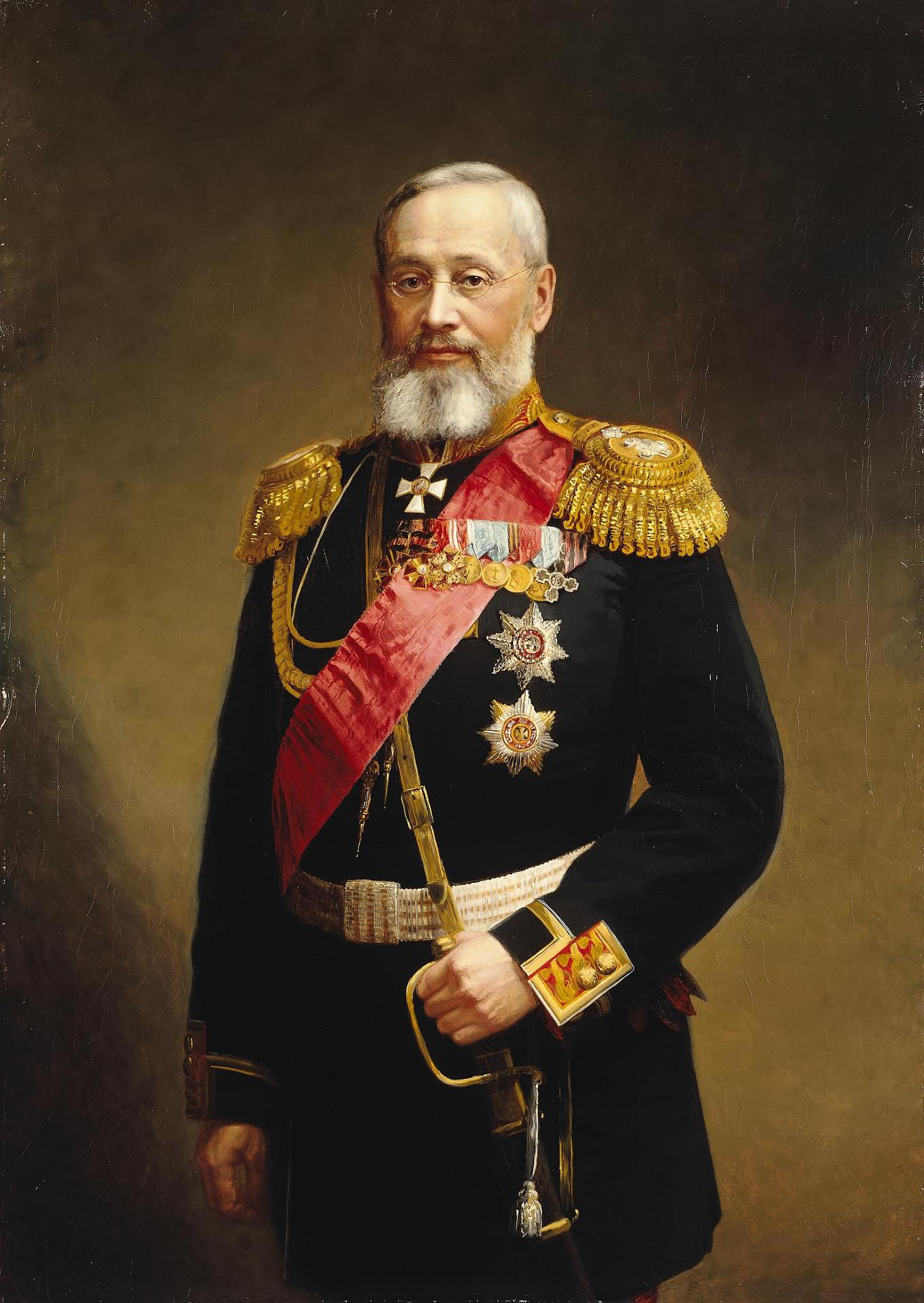
Pjotr Semjonowitsch Wannowski (1822–1904)

Pjotr Semjonowitsch Wannowski (russisch Пётр Семёнович Ванновский, wiss. Transliteration Pëtr Semënovič Vannovskij; * 24. Novemberjul. / 6. Dezember 1822greg. in Kiew; † 17. Februarjul. / 1. März 1904greg. in Sankt Petersburg) war ein russischer General der zaristischen Armee und Staatsmann.

## Werdegang
Wannowski trat 1840 als Offizier in das finnische Leibgarde-Infanterieregiment ein. Er nahm 1849 am Feldzug in Ungarn teil und wurde 1853–54 während des Donau-Feldzug im Krimkrieg eingesetzt.
1857 ernannte man ihn zum Chef der Offizierschießschule in Sankt Petersburg und 1860 zum beratenden Mitglied des Artilleriekomitees. 1861 wurde er Kommandeur des Pawlowschen Kadettenkorps, das 1863 in eine Junkerschule umgewandelt wurde. 1868 erhielt Wannowski seine Beförderung zum Generalleutnant und Kommandeur der 12. Infanteriedivision.
1871 übernahm der das Kommando der 33. Infanteriedivision im Bezirk Kiew und 1876 wurde er schließlich Kommandierender General des XII. Armeekorps. Im Türkenkrieg 1877 führte er das Korps unter dem Kommando des Großfürsten-Thronfolgers, des späteren Zaren Alexander III. Kurze Zeit später wurde Wannowski Chef des Generalstabs der gegen Rustschuk operierenden Armee, deren Oberbefehl er nach der Rückkehr des Großfürsten-Thronfolgers nach Russland übernahm.
Nach dem Friedensschluss ging Wannowski als Kommandeur des 12. Armeekorps nach Kiew zurück wurde 1881 zum Kriegsminister ernannt. In dieser Stellung vollendete er die Reorganisation der russischen Armee, die sich auf alle Zweige der Organisation, der Taktik usw. erstreckte. 1888 wurde er Ehrenmitglied der Russischen Akademie der Wissenschaften in Sankt Petersburg.
1898 legte er sein Amt nieder, wurde jedoch 1901 zum Unterrichtsminister ernannt. Von dieser Aufgabe trat er im folgenden Jahr zurück.
Pjotr Semjonowitsch Wannowski starb 1904 in Sankt Petersburg.